# Musa Qala
Musa Qala (en pastún: موسی کلا‎; «Fortaleza de Moisés»; también Qaleh o Qal'eh) es una localidad y distrito de la provincia de Helmand, Afganistán. Se localiza a una altitud de 1,043 m s. n. m. en el valle del río homónimo en el centro-oeste del distrito. Su población ha sido estimada por la prensa británica, calculando entre 2.000 y 20.000 habitantes. Se encuentra en un área desolada, habitada por tribus pastunes.
En 2007 fue lugar de la batalla de Musa Qala, lanzada por el Ejército Nacional Afgano y la Fuerza Internacional de Asistencia a la Seguridad (ISAF) para recuperar la ciudad controlada por los talibán.

## Clima
| Parámetros climáticos promedio de Musa Qala | Parámetros climáticos promedio de Musa Qala | Parámetros climáticos promedio de Musa Qala | Parámetros climáticos promedio de Musa Qala | Parámetros climáticos promedio de Musa Qala | Parámetros climáticos promedio de Musa Qala | Parámetros climáticos promedio de Musa Qala | Parámetros climáticos promedio de Musa Qala | Parámetros climáticos promedio de Musa Qala | Parámetros climáticos promedio de Musa Qala | Parámetros climáticos promedio de Musa Qala | Parámetros climáticos promedio de Musa Qala | Parámetros climáticos promedio de Musa Qala | Parámetros climáticos promedio de Musa Qala |
| Mes                                         | Ene.                                        | Feb.                                        | Mar.                                        | Abr.                                        | May.                                        | Jun.                                        | Jul.                                        | Ago.                                        | Sep.                                        | Oct.                                        | Nov.                                        | Dic.                                        | Anual                                       |
| ------------------------------------------- | ------------------------------------------- | ------------------------------------------- | ------------------------------------------- | ------------------------------------------- | ------------------------------------------- | ------------------------------------------- | ------------------------------------------- | ------------------------------------------- | ------------------------------------------- | ------------------------------------------- | ------------------------------------------- | ------------------------------------------- | ------------------------------------------- |
| Temp. máx. media (°C)                       | 11.3                                        | 13.5                                        | 20.3                                        | 26.7                                        | 32.7                                        | 28.3                                        | 39.6                                        | 38.1                                        | 33.5                                        | 27.3                                        | 19.6                                        | 13.8                                        | 25.4                                        |
| Temp. media (°C)                            | 4.7                                         | 7.0                                         | 13.0                                        | 18.6                                        | 23.7                                        | 28.4                                        | 30.3                                        | 28.2                                        | 23.0                                        | 17.1                                        | 10.6                                        | 6.2                                         | 17.6                                        |
| Temp. mín. media (°C)                       | -1.8                                        | 0.5                                         | 5.8                                         | 10.8                                        | 14.8                                        | 18.6                                        | 21.0                                        | 18.4                                        | 12.5                                        | 7.0                                         | 1.6                                         | -1.3                                        | 9                                           |
| Fuente: Climate-Data.org                    |                                             |                                             |                                             |                                             |                                             |                                             |                                             |                                             |                                             |                                             |                                             |                                             |                                             |